# Доллар Джона Кеннеди

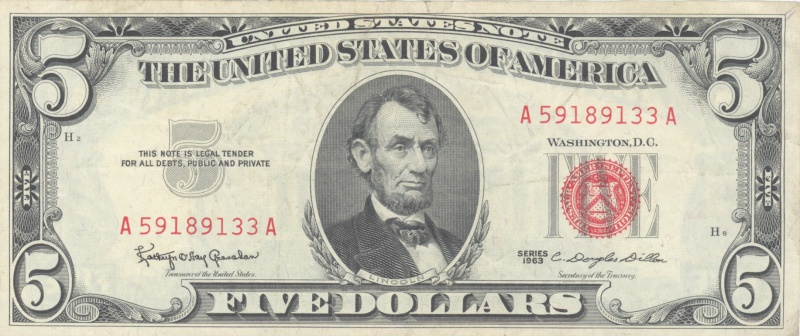
Банкнота казначейства США номиналом 5 долларов серии 1963 г.

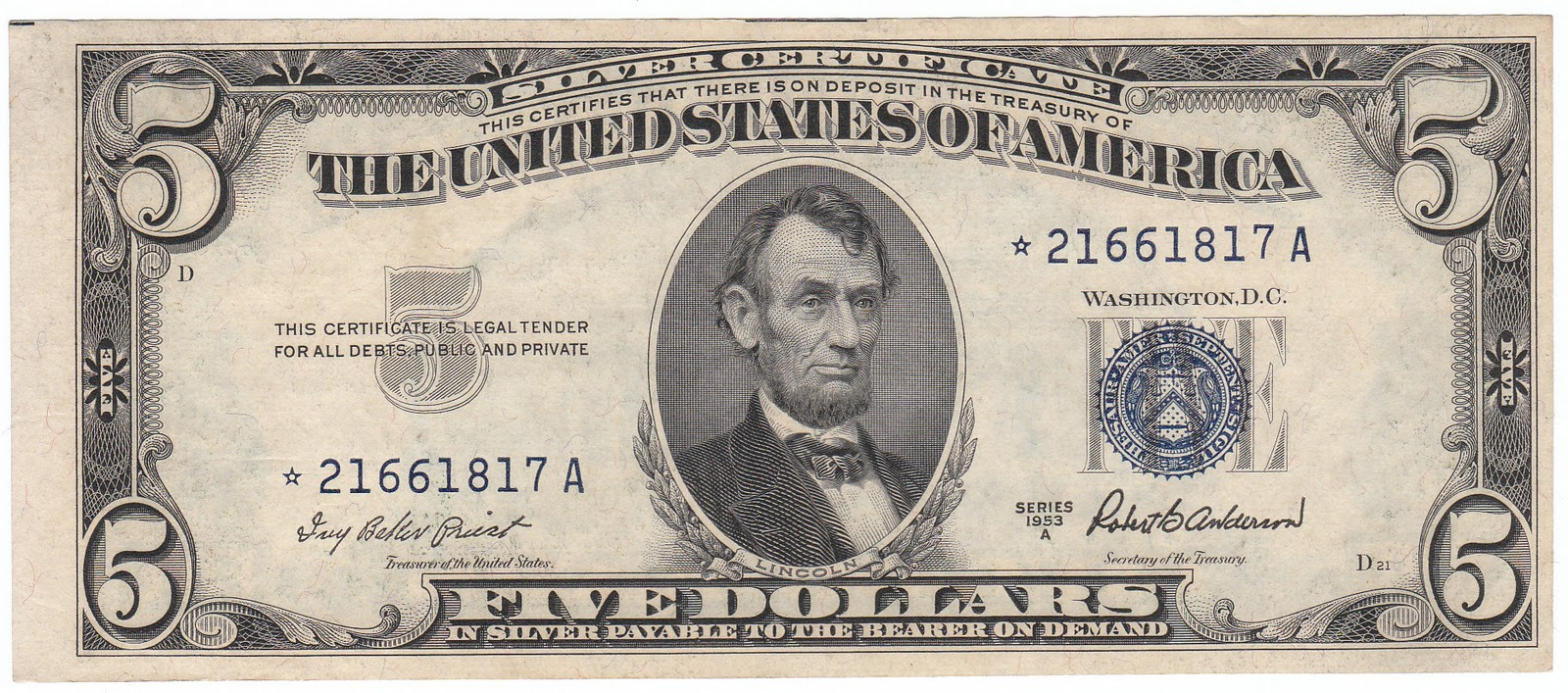
Серебряный сертификат США номиналом 5 долларов серии 1953 г.

Доллар Джона Кеннеди — партия банкнот казначейства США серии 1963 года, выпущенных в обращение министерством финансов во время президентства Джона Кеннеди. Сторонники теории заговора, в которой говорится о попытке главы государства начать выпуск банкнот в обход Федерального резерва, ошибочно связывают выпуск данных купюр с указом № 11110.

## История выпуска
4 июня 1963 года Джон Кеннеди подписал указ № 11110 (англ. Executive Order 11110), согласно которому право президента США принимать решения о выпуске серебряных сертификатов было возвращено министерству финансов США. Перед этим министерство финансов США потеряло это право в результате принятия закона 88-36, отменившего Silver Purchase Act of 1934 и подписанного Дж. Кеннеди в тот же день, что и указ № 11110.
На «долларах Кеннеди», как и на всех других предыдущих сериях банкнот казначейства США, вместо надписи «Federal Reserve Note» (билет Федерального резерва) присутствует надпись «United States Note» (билет Соединённых Штатов), печать и серийный номер отпечатаны красной краской, а не зелёной. Серебряные сертификаты, в то же время, имеют надпись «Silver Certificate», печать и серийный номер отпечатаны синей краской. После указа № 11110 не было напечатано ни одной новой серии серебряных сертификатов, хотя они и продолжали выпускаться вплоть до 1965 года.
В действительности эмиссии банкнот казначейства «United States Note» производились регулярно, начиная с 1862 года, в том числе — малых купюр в 1928, 1953, 1963 и 1966 годах, последняя — после Кеннеди, причём номиналом 100 долларов. Год, обозначенный на купюре — это год выпуска не самой купюры, а лишь её нового образца, то есть год изменения дизайна. Последняя купюра «United States Note» была выпущена в 1971 году.

## Исполнительный указ № 11110
Исполнительный указ № 11110 — Поправка исполнительного указа № 10289 с внесенными поправками, касательно выполнения определенных функций влияющих на министерство финансов

4 июня 1963 г.

В силу данных мне полномочий статьей 301 главы 3 Кодекса США приказываю следующее:

Раздел 1. Исполнительный приказ № 10289 от 19 сентября 1951 г. с внесенными поправками настоящим далее изменяется --

(a) добавлением в конец параграфа 1 следующего подпараграфа (j):

«(j) Полномочия, данные Президенту параграфом (b) раздела 43 акта от 12 мая 1933 г. с поправками (31 U.S.C. 821 (b)), выпускать серебряные сертификаты против серебряных слитков, серебра, или стандартных серебряных долларов в Казначействе, не удерживаемых для погашения любых выпущенных серебряных сертификатов, предписывать нарицательную стоимость таких серебряных сертификатов, и чеканить стандартные серебряные доллары и разменные серебряные деньги для их погашения» и

(b) аннулированием подпараграфов (b) и (c) параграфа 2.

Раздел 2. Дополнение, сделанное данным Приказом, не влияет на совершенные акты или права, вступающие или вступившие в силу, или на текущие или начатые процессы в гражданском или криминальном судопроизводстве до даты данного Приказа, но вся ответственность сохраняется и может быть принужденной до момента принятия данных поправок.

Джон Ф. Кеннеди

Белый Дом